# Carabietta
Carabietta  är en ort vid Luganosjön i kommunen Collina d'Oro i kantonen Ticino, Schweiz. Carabietta var tidigare en självständig kommun, men 1 april 2012 blev Carabietta en del av kommunen Collina d'Oro.